# 소셜 컴퓨팅
소셜 컴퓨팅(Social Computing)은 웹(web)에서 일어나는 모든 사회과학적인 이슈(issue)들에 대해 연구하는 컴퓨터 과학의 한 분야이다. 또한, 소셜 컴퓨팅은 위키, 블로그, e-메일, 북마크, 위젯 등과 같은 이른바 소셜 소프트웨어의 사용을 지칭하며, 사회적 상호작용과 커뮤니케이션을 지원하는 도구를 사용하는 정보통신의 트렌드를 말하기도 한다. 결국, 소프트웨어와 기술을 활용하여 온라인 상에서의 사회 개념과 상황을 창조 또는 재창조함을 뜻한다.
미국의 마이크로소프트(Microsoft Corporation), 휴렛 패커드(Hewlett-Packard Company), 아이비엠(International Business Machines Corporation) 내의 소셜 컴퓨팅 랩들은 이미 예전부터 연구를 시작하여 현재에도 활발히 진행 중이다. 국내의 소셜 컴퓨팅 관련 연구실로는 카이스트(KAIST) 지식서비스공학대학원 인터랙티브컴퓨팅 랩이 있다.

## 연구 분야
- 디지털 정체성 (digital identity)
- 온라인에서의 신뢰와 평판 (online trust & reputation)
- 추천 시스템 (recommender system)
- 소셜 네트워크 서비스 (social network service)
- 디지털 저널리즘 (digital journalism)
- 소셜 쇼핑 (social shopping)
- 소셜 검색 (social search)
- 소셜 미디어 (social media)

## 같이 보기
- 컴퓨터 매개 통신
- 게임 이론
- 포크소노미
- 인간 기반 연산
- 다중 에이전트 시스템
- 오픈 이노베이션
- 사회 연결망
- 사회학
- 웹 2.0